# Primera B 1946
Het seizoen 1946 van de Primera B was het vijfde seizoen van deze Uruguayaanse voetbalcompetitie op het tweede niveau.

## Teams
Er namen acht ploegen deel aan de Primera B in dit seizoen. IA Sud América was vorig seizoen vanuit de Primera División gedegradeerd, zes ploegen handhaafden zich op dit niveau en Bahía FC promoveerde vanuit de Divisional Intermedia.
Zij kwamen in plaats van het gepromoveerde CA Progreso. San Carlos FC degradeerde vorig seizoen naar het derde niveau.
| Club                      | Stad       | Stadion                                                   | Vorig seizoen |
| ------------------------- | ---------- | --------------------------------------------------------- | ------------- |
| Bahía FC                  | Montevideo | Onbekend                                                  | 1e (Int.)     |
| CA Bella Vista            | Montevideo | Parque José Nasazzi                                       | 4e            |
| CA Cerro                  | Montevideo | Parque Demetrio Arana                                     | 5e            |
| Danubio FC                | Montevideo | Parque Forno                                              | 3e            |
| CA Fénix                  | Montevideo | Estadio Parque Capurro                                    | 6e            |
| Olivol FC                 | Montevideo | Campo de Deportes en García Peña esquina Enrique Martínez | 7e            |
| Racing Club de Montevideo | Montevideo | Estadio Parque Osvaldo Roberto                            | 2e            |
| IA Sud América            | Montevideo | Estadio Parque Carlos Ángel Fossa                         | 10e (1ª)      |

## Competitie-opzet
Alle ploegen speelden tweemaal tegen elkaar. De kampioen promoveerde naar de Primera División. De hekkensluiter degradeerde naar de Divisional Intermedia.
Promovendus Bahía FC begon goed aan de competitie, door de eerste twee wedstrijden te winnen. Ook Danubio FC slaagde daarin. Daarentegen behaalde degradant IA Sud América slechts een punt uit de eerste twee duels. Na nederlagen van Bahía (tegen CA Bella Vista) en vervolgens van Danubio (tegen Bahía) ging de koppositie naar Bella Vista, dat als enige ploeg nog ongeslagen was. Tijdens de vijfde speelronde verloor Bella Vista echter van CA Cerro dat zo op gelijke hoogte kwam met de Papales. Ook Danubio kwam weer gedeeld aan kop, maar ze verloren die positie na een 2–0 verlies tegen Bella Vista.
Halverwege de competitie raakte Bella Vista de koppositie kwijt na een 6–2 nederlaag tegen Racing Club de Montevideo. Hierdoor had Cerro halfweg de leiding, met één punt meer dan Racing. Bella Vista volgde op twee punten en Danubio had drie punten minder. Ook Sud América had drie punten minder. Onderaan het klassement stond CA Fénix er slecht voor; zij hadden tot dan toe alles verloren.
De tweede seizoenshelft begon met de topper tussen Cerro en Racing. Deze eindigde in 1–0 in het voordeel van koploper Cerro. Fénix behaalde in diezelfde speelronde hun eerste punten door Bahía met 1–0 te verslaan. Een wedstrijd later verloor Cerro voor de tweede maal in het seizoen van Danubio. Ze behielden wel de leiding, maar de top-vijf stond binnen twee punten van elkaar. Ook tijdens de tiende speelronde leed Cerro puntverlies, door 3–3 te spelen tegen Sud América. Racing won van Danubio en stond hierdoor gelijk met Cerro. Die leidende positie raakte Racing wel direct kwijt na een nederlaag tegen Sud América. Cerro (gelijkspel) profiteerde gedeeltelijk en ging weer alleen aan kop, maar de top-vijf stond wederom binnen twee punten van elkaar.
Twee wedstrijden voor het einde degradeerde Fénix officieel. Na de overwinning op Bahía hadden ze geen punten meer gepakt en de rode lantaarn konden ze nu niet meer ontlopen. De titelstrijd zou uiteindelijk pas op de laatste speeldag beslist worden. Cerro had de beslissing in eigen hand; ze hadden een punt meer dan Racing en twee meer dan Sud América. Tegen Bahía wonnen de Villeros hun slotduel met 5–1 en daardoor promoveerden ze naar de Primera División, waar ze voor het laatst in 1929 hadden gespeeld. Racing en Sud América wonnen ook en eindigden zo als tweede en derde. Sud América was de ploeg met de minste nederlagen dit seizoen (eentje), maar eindigden slechts op de derde plek doordat ze te veel gelijk hadden gespeeld.

### Eindstand
|    | Club                      | Sp. | W | G | V  | Pnt. | DV | DT | DS  |
| -- | ------------------------- | --- | - | - | -- | ---- | -- | -- | --- |
| 1. | CA Cerro                  | 14  | 9 | 3 | 2  | 21   | 34 | 15 | +19 |
| 2. | Racing Club de Montevideo | 14  | 9 | 2 | 3  | 20   | 39 | 14 | +25 |
| 3. | IA Sud América            | 14  | 6 | 7 | 1  | 19   | 34 | 15 | +19 |
| 4. | Danubio FC                | 14  | 7 | 4 | 3  | 18   | 26 | 17 | +9  |
| 5. | CA Bella Vista            | 14  | 6 | 2 | 6  | 14   | 18 | 24 | –6  |
| 6. | Olivol FC                 | 14  | 3 | 3 | 8  | 9    | 18 | 29 | –11 |
| 7. | Bahía FC                  | 14  | 4 | 1 | 9  | 9    | 19 | 40 | –21 |
| 8. | CA Fénix                  | 14  | 1 | 0 | 13 | 2    | 4  | 38 | –34 |

### Legenda
| Kleur | Kwalificatie voor                          |
| ----- | ------------------------------------------ |
|       | Promotie naar Primera División 1947        |
|       | Degradatie naar Divisional Intermedia 1947 |

| Winnaar Primera B 1946 |
| ---------------------- |
| CA Cerro 1e titel      |

## Topscorers
De topscorerstitel ging naar Juan Burgueño van IA Sud América met vijftien doelpunten.
| №  | Speler        | Club           | Goals |
| -- | ------------- | -------------- | ----- |
| 1. | Juan Burgueño | IA Sud América | 15    |